# Peter Rock
Peter Rock (Rudolstadt, 16 december 1941) is een voormalig voetballer uit Oost-Duitsland, die als middenvelder zijn gehele carrière speelde voor FC Carl Zeiss Jena. Met die club won hij driemaal de landstitel.

## Interlandcarrière
Rock kwam in totaal elf keer (één doelpunt) uit voor de nationale ploeg van Oost-Duitsland in de periode 1967–1971. Onder leiding van bondscoach Harald Seeger maakte hij zijn debuut op 6 december 1967 in de OS-kwalificatiewedstrijd tegen Roemenië (0–1) in Boekarest. Hij won de bronzen medaille met het Duits eenheidsteam op de Olympische Zomerspelen 1964 in Tokio, Japan.

## Erelijst
Carl Zeiss Jena
- DDR-Oberliga

1963, 1968, 1970
- Oost-Duitse beker

1972, 1974